# Phil Nibbelink
Phil Nibbelink (3 juin 1955) est un réalisateur, scénariste et animateur américain.

## Carrière
Phil Nibbelink est diplômé de l'Université Western Washington et passe une année d'étude en Italie.

### Débuts chez Disney
Phil Nibbelink est un animateur américain qui fait ses études au California Institute of the Arts, institut fondé par Walt Disney. Au sein de cet établissement, il prend part au Disney Animation Program et intègre les studios de Walt Disney Pictures en 1978,. Il suit la même formation que John Lasseter et Chris Buck,. Il est alors stagiaire auprès d'Eric Larson et effectue ses premiers travaux comme animateur sur le film Rox et Rouky (1981),. Il est assigné à l'équipe supervisée par Randy Cartwright,. Sur ce film, Dave Smith y voit les « premiers efforts des futurs grands animateurs ». Sur Oliver et Compagnie, il travaille sur le scénario,.
Nibbelink travaille pour Disney pendant dix ans comme animateur, sur les films Taram et le Chaudron magique (The Black Cauldron), Basil, détective privé (The Great Mouse Detective), où il commence à se servir des ordinateurs, ainsi que Qui veut la peau de Roger Rabbit (Who Framed Roger Rabbi),.

### Réalisateur
Après son expérience chez Disney, il décide de rejoindre Amblin Entertainment et sa filiale spécialisée dans les films d'animation Amblimation, basée à Londres, et coréalise ses premiers longs métrages, Fievel au Far West (An American Tail: Fievel Goes West) puis Les Quatre Dinosaures et le Cirque magique (We're Back!: A Dinosaur's Story).
Phil Nibbelink commence alors à travailler sur un projet nommé Cats pour Amblimation ainsi que sous DreamWorks SKG. Entre-temps, il réalise les parties animées du film Casper avec Eric Armstrong. L'animateur quitte la société pour Universal Cartoon Studios où il essaye de relancer la production de Cats. Néanmoins, l'arrivée d'un nouveau directoire change les plans du studio qui abandonne le projet. Nibbelink quitte le studio peu de temps après.
En 1998, Phil Nibbelink décide de fonder sa propre société de production avec sa femme, Margit Friesacher, pour tenter de réaliser seul le film Cats, sur lequel il a travaillé six ans,. Nibbelink est fatigué de la grande industrie du dessin animé et décide de produire ses propres films d'animation. Il teste d'abord ses capacités en faisant un court métrage de trente minutes intitulé Boogie Woogie Whale’ Sing Along. C'est à ce moment qu'il se sent capable de réaliser seul des longs métrages d'animation. En l'espace de trois années, Nibbelink produit deux longs métrages qui sortent directement en vidéo : Le Chat botté (Puss in Boots) en 1999 et Leif Erickson: The Boy Who Discovered America en 2000.

## Filmographie

### Comme réalisateur
- - 1991 : Fievel au Far West (co-réalisateur avec Simon Wells)
  - 1993 : Les Quatre Dinosaures et le Cirque magique (co-réalisateur avec Simon Wells, Dick Zondag et Ralph Zondag)
  - 1999 : Le Chat botté
  - 2000 : Leif Erickson, Discoverer of North America
  - 2006 : Romeo and Juliet: Sealed with a Kiss

### Comme scénariste
- - 1999 : Le Chat botté
  - 2000 : Leif Erickson, Discoverer of North America
  - 2006 : Romeo and Juliet: Sealed with a Kiss

### Comme animateur
- - 1979 : Banjo, the Woodpile Cat (court-métrage)
  - 1981 : Rox et Rouky (animation des personnages)
  - 1985 : Taram et le Chaudron magique (animateur et conception des personnages)
  - 1986 : Basil, détective privé (animation des personnages)
  - 1988 : Qui veut la peau de Roger Rabbit (superviseur de l'animation)
  - 1992 : Pico et Columbus : Le Voyage magique (réalisateur animation et animateur / storyboardeur)
  - 1995 : Casper (réalisateur animation)
  - 1999 : Le Chat botté (animateur / chargé des décors, arrière-plan)
  - 2000 : Leif Erickson, Discoverer of North America (animateur / chargé des décors, arrière-plan)
  - 2006 : Romeo and Juliet: Sealed with a Kiss (animateur / chargé des décors, arrière-plan)

### Comme doubleur
- - 1985 : Taram et le Chaudron magique (The Black Cauldron) de Ted Berman et Richard Rich : Henchman
  - 1992 : Pico et Columbus : Le Voyage magique : voix additionnelle
  - 2006 : Romeo and Juliet: Sealed with a Kiss : le prince